# لبگ ۲۶۹۰۸
سیارک ۲۶۹۰۸ (به انگلیسی: 26908 Lebesgue، نامگذاری:1996GK) بیست و شش هزار و نهصد و هشتمین سیارک کشف شده‌است که در ۱۱ آوریل ۱۹۹۶ کشف شد.